# Dotzè Govern d'Espanya durant la dictadura franquista

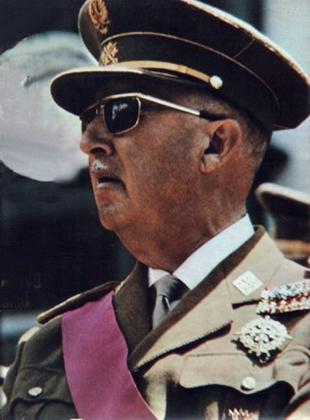
Francisco Franco, cap d'Estat

El Dotzè Govern d'Espanya durant la dictadura franquista va durar del 29 d'octubre de 1969 al 9 de juny de 1973.

## Fets destacats
Fou el darrer govern franquista en què el president del govern era el mateix Franco, i Luis Carrero Blanco, com a vicepresident, es perfila com a futur successor.
Es produeix una forta remodelació ministerial causada per l'esclat del cas Matesa, que es tradueix en la sortida del govern de gairebé tots els ministre tecnòcrates de l'Opus Dei, i de Manuel Fraga, a qui acusaven de permetre la difusió del cas per la premsa.
Els fets més destacats, a nivell intern, fou el procés de Burgos de 1970 contra militants d'ETA, que assolí una gran projecció internacional i solidaritat interna, com ho mostra la tancada d'intel·lectuals a Montserrat. També es va articular l'oposició pacífica a Catalunya amb la constitució de l'Assemblea de Catalunya.

## Composició
- Cap d'Estat

Francisco Franco Bahamonde
- Vicepresident del Govern

Luis Carrero Blanco
- Ministre de la Governació

Tomás Garicano Goñi
- Ministre d'Hisenda

Alberto Monreal Luque
- Ministre de Treball

Licinio de la Fuente de la Fuente
- Ministre d'Afers exteriors

Gregorio López-Bravo de Castro
- Ministre de Justícia

Antonio María de Oriol y Urquijo
- Ministre de l'Exèrcit

Juan Castañón de Mena (militar)
- Ministre de l'Aire

Julio Salvador y Díaz-Benjumea
- Ministre de Marina

Almirante Adolfo Baturone Colombo
- Ministre d'Industria

José María López de Letona
- Ministre de Comerç

Enric Fontana Codina
- Ministre d'Obres Públiques.

Federico Silva Muñoz
Gonzalo Fernández de la Mora
- Ministre d'Agricultura

Tomás Allende y García-Baxter
- Ministre d'Habitatge

Vicente Mortes Alfonso
- Ministre d'Educació

José Luis Villar Palasí
- Ministre Secretari General del Moviment

Torcuato Fernández Miranda Hevia
- Ministre d'Informació i Turisme

Alfredo Sánchez Bella
- Ministre Comissari del Pla de Desenvolupament

Laureano López Rodó
- Ministre de Relacions Sindicals

Enrique García-Ramal y Cellalbo

## Canvis
- El 14 d'abril de 1970 el ministre d'Obres Públiques, Federico Silva Muñoz va ser destituït i substituït per Gonzalo Fernández de la Mora.